# 咬合

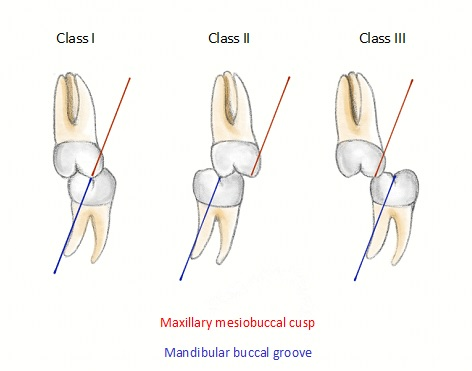
臼歯の咬合。Class1以外はmalocclusion（不正咬合）

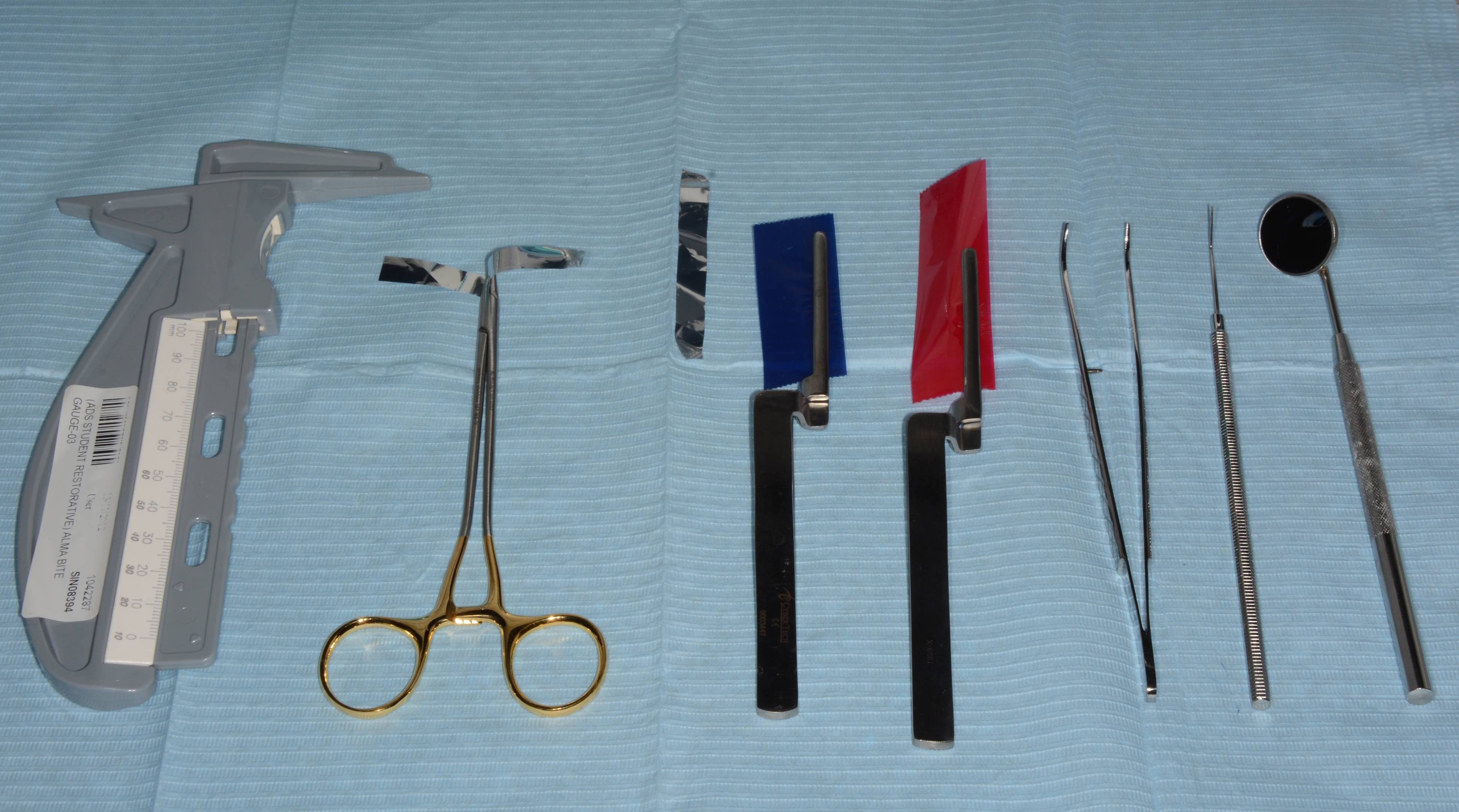
アバディーン大学で使われる咬合検査の道具。左から、ウィリス・バイトゲージ。Mosquito forceps with Shim stock。赤と青の咬合紙を挟んだMiller’s forceps。カレッジピンセット。デンタルプローブ。デンタルミラー。

咬合（こうごう）とは、上下顎の歯が接触することで、さまざまな様式がある。その咬合様式により、顎関節症や開口障害、嚥下障害、齲蝕、歯周病の発生など多岐にわたる症状を起こすことがあり、正しい咬合が求められる。
上下の歯が接触している時の上顎に対する下顎の位置関係を咬合位といい、中心咬合位・中心位・咬頭嵌合位・最大開口位・最前方位・下顎安静位に分類される。
咬合は、顎口腔機能の回復という点で補綴科（全部床義歯、部分床義歯、クラウン・ブリッジ、インプラント）、保存科（保存修復、歯内療法、歯周病）、矯正歯科、小児歯科、口腔外科といった全ての診療科に関わっている。
咬合については様々な考え、研究が発表されているものの、決定的に正しいとされる理論発見には至っておらず、今なお考えは変遷を続けている。
咬合には、歯科医師をはじめ基礎歯学の解剖学（口腔解剖学）や生理学（口腔生理学）など様々な分野の専門家が研究に従事しており、専門医（認定医）制度も施行されている。

## 咬合様式による分類

### 片側性平衡咬合
咬頭嵌合位から下顎が側方運動を行う時、臼歯部において作業側では上下顎の歯の間に咬合接触が見られるが、平衡側では上下顎の歯が離開している。また、下顎が前方運動を行うとき前歯部では下顎前歯の切縁が上顎前歯の舌面に接触しながら滑走するが臼歯部では上下顎の歯は離開している。このような咬合様式を片側性平衡咬合またはグループ・ファンクションド・オクルージョンと呼ぶ。

### 両側性平衡咬合
咬頭嵌合位から下顎が側方運動を行う時、臼歯部において作業側では上顎の頬側咬頭と下顎の頬側咬頭、上顎の舌側咬頭と下顎の舌側咬頭とがそれぞれ接触し平衡側では上顎の舌側咬頭と下顎の頬側咬頭とが接触する。このような咬合様式を両側性平衡咬合またはフルバランスド・オクルージョンと呼ぶ。

### 臼歯離開咬合
咬頭嵌合位から下顎が側方運動を行う時、作業側では上顎犬歯の舌面と下顎犬歯の遠心切端および下顎第一大臼歯頬側咬頭近心斜面とが接触を保ちながら滑走するがそれ以外の部分では上下顎の歯は離開している。下顎が前方運動を行うとき前歯部では、上顎切歯の舌面と下顎切歯の切縁とが接触を保ちながら滑走するが臼歯部では、上下顎の歯は離開している。また、咬頭嵌合位では上下顎の前歯は僅かに離開している。

## 専門歯科医師
- 歯科保存専門医（日本歯科保存学会）
- 歯列矯正専門医（日本矯正歯科学会）
- 日本成人矯正歯科学会認定医（日本成人矯正歯科学会）
- 日本口腔インプラント学会認定医（日本口腔インプラント学会）
- 日本歯科審美学会認定医（日本歯科審美学会）
- 日本補綴歯科学会認定医（日本補綴歯科学会）
- 日本障害者歯科学会認定医（日本障害者歯科学会）
- 日本顎咬合学会認定医（日本顎咬合学会）
- 日本顎関節学会認定医（日本顎関節学会）
- 日本全身咬合学会認定医（日本全身咬合学会）

## 関連学会
- 日本顎咬合学会
- 日本全身咬合学会
- 日本補綴歯科学会
- 日本歯科保存学会